# Deborah Coleman
Deborah Coleman (Portsmouth, Estados Unidos, 3 de octubre de 1956-Norfolk, 12 de abril de 2018) fue una guitarrista, compositora y cantante de blues rock estadounidense. Coleman ganó el Premio Orville Gibson a "Mejor Guitarrista de Blues Femenina" en 2001 y ha sido nominada para los W.C. Handy Awards nueve veces.

## Biografía
Coleman nació en Portsmouth, Virginia y creció en San Diego, San Francisco, Bremerton, Washington y el área de Chicago, siguiendo la carrera militar de su padre. Como su padre que toca el piano, dos hermanos la guitarra y una hermana que toca guitarra y teclados, Deborah se sentía natural con un instrumento en sus manos, empezando con la guitarra a la edad de ocho años.
A lo largo de su carrera tocó en los mejores eventos de música blues como el North Atlantic Blues Festival (2007), el Waterfront Blues Festival (2002), el Festival de Jazz de Monterey (2001), el Ann Arbor Blues and Jazz Festival (2000), el Sarasota Blues Festival (1999), el San Francisco Blues Festival (1999) y el Fountain Blues Festival (1998).
Su debut con el sello Blind Pig, No Puedo Perder (1997), era un álbum de baladas y blues. Su versión del tema de Billie Holiday "Fine and Mellow" consiguió mucha difusión en las emisoras radiofónicas públicas, alrededor de EE. UU.
Soul Be It (2002) incluyó los temas "Brick", "My Heart Bleeds Blue", "Don't Lie to Me" y el blues bailable, "I Believe". Fue seguido por What About Love? (2004) y Stop the Game (2007).

Time Bomb (2007) presentó a tres mujeres músicas de blues: Coleman, Sue Foley y Roxanne Potvin.
Falleció el 12 de abril de 2018 en Norfolk, a causa de complicaciones causadas por bronquitis y neumonía.

## Discografía selectiva

### Publicaciones principales
| Year | Title              | Genre      | Label     |
| ---- | ------------------ | ---------- | --------- |
| 1995 | Takin' a Stand     | Blues/Rock | New Moon  |
| 1997 | I Can't Lose       | Blues-Rock | Blind Pig |
| 1998 | Where Blue Begins  | Blues/Rock | Blind Pig |
| 2000 | Soft Place to Fall | Blues/Rock | Blind Pig |
| 2001 | Livin' on Love     | Blues/Rock | New Moon  |
| 2002 | Soul Be It         | Blues/Rock | Blind Pig |
| 2004 | What About Love?   | Blues      | Telarc    |
| 2007 | Stop the Game      | Blues/Rock | JSP       |

### Recopilaciones
| Year | Title     | Genre      | Label     | Notes                           |
| ---- | --------- | ---------- | --------- | ------------------------------- |
| 2007 | Time Bomb | Blues Rock | Ruf (Idn) | with Sue Foley & Roxanne Potvin |

## Galería

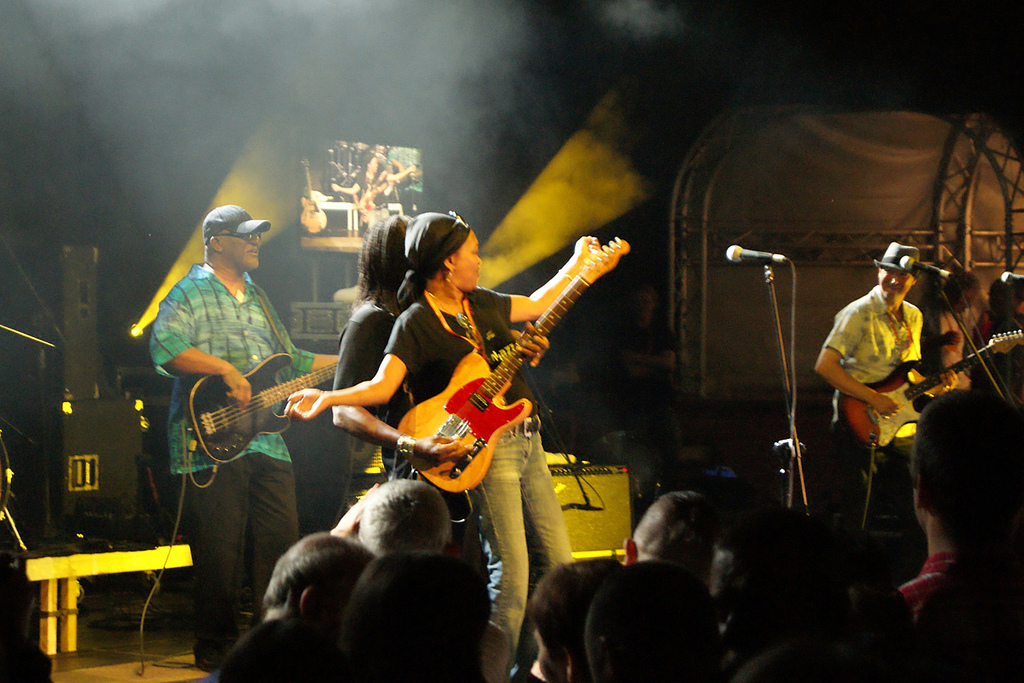
Joe Louis Walker i Deborah Coleman (4779259107)
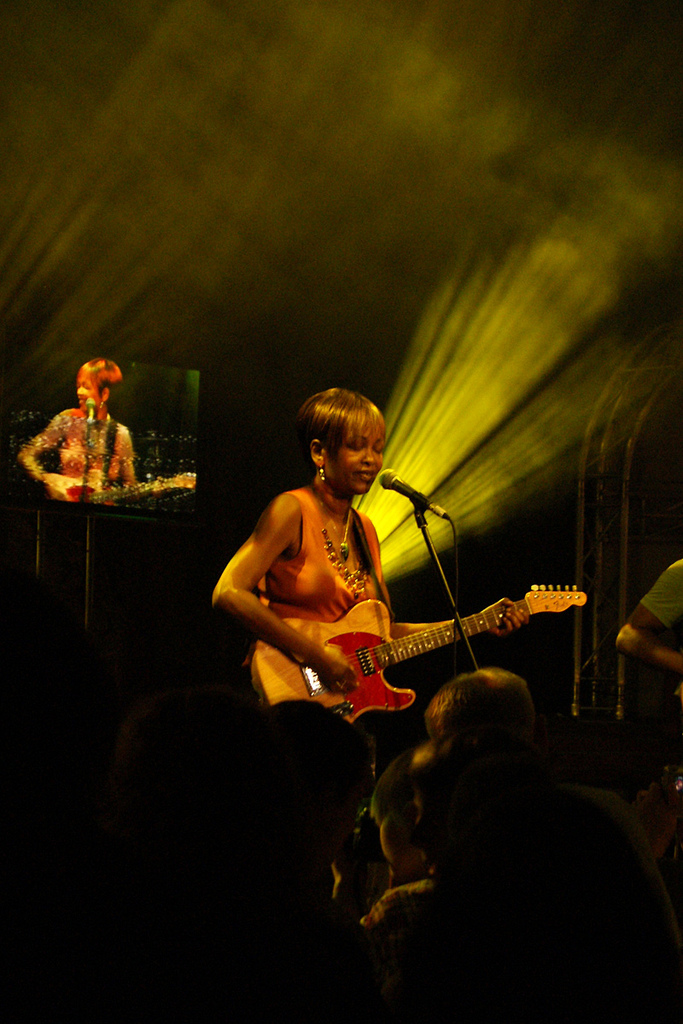
Deborah Coleman (4784389156)
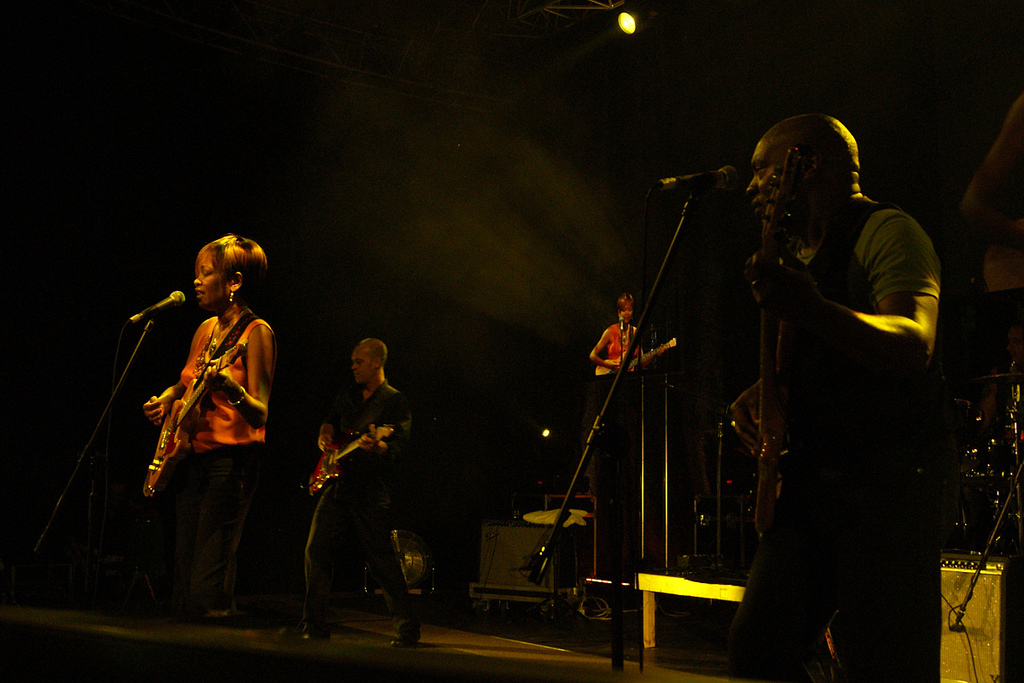
Deborah Coleman (4784384054)

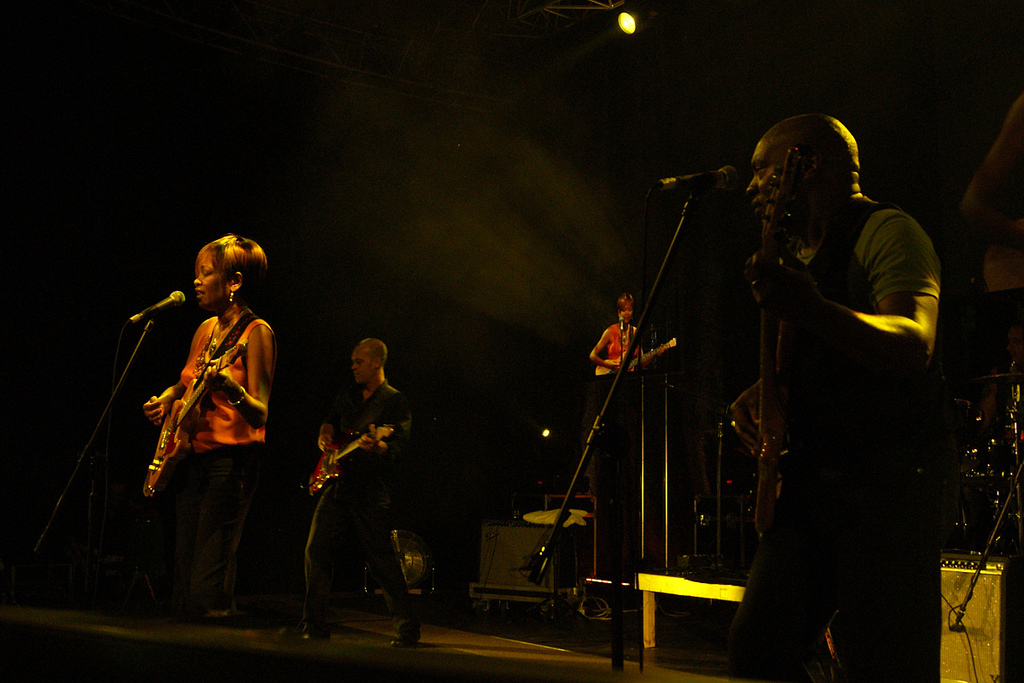
Deborah Coleman (4784384054)
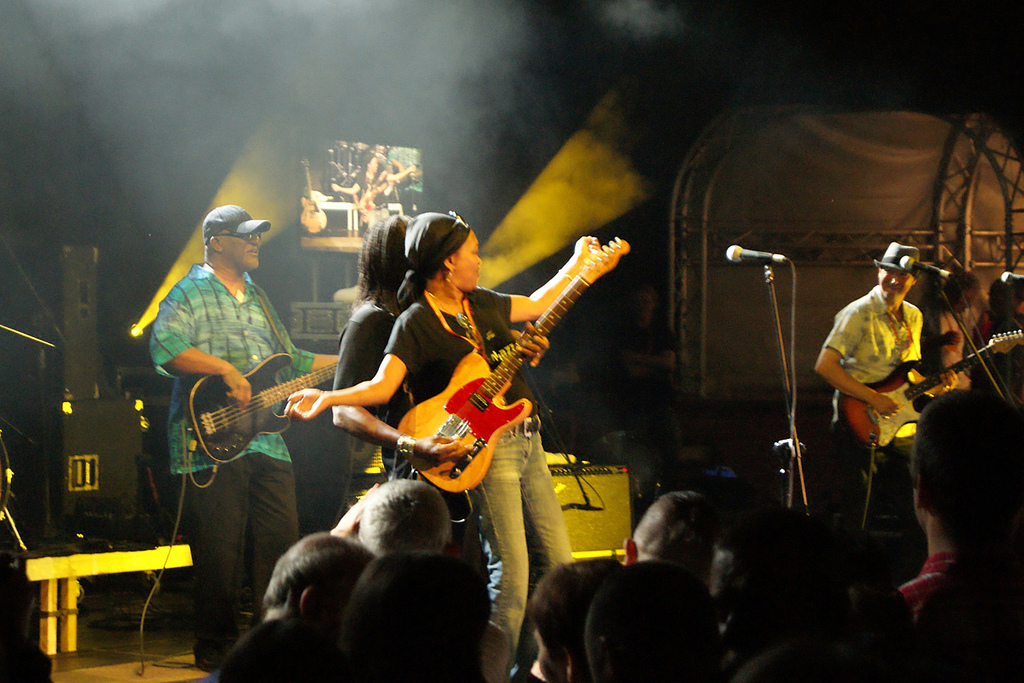
Joe Louis Walker i Deborah Coleman (4779259107)
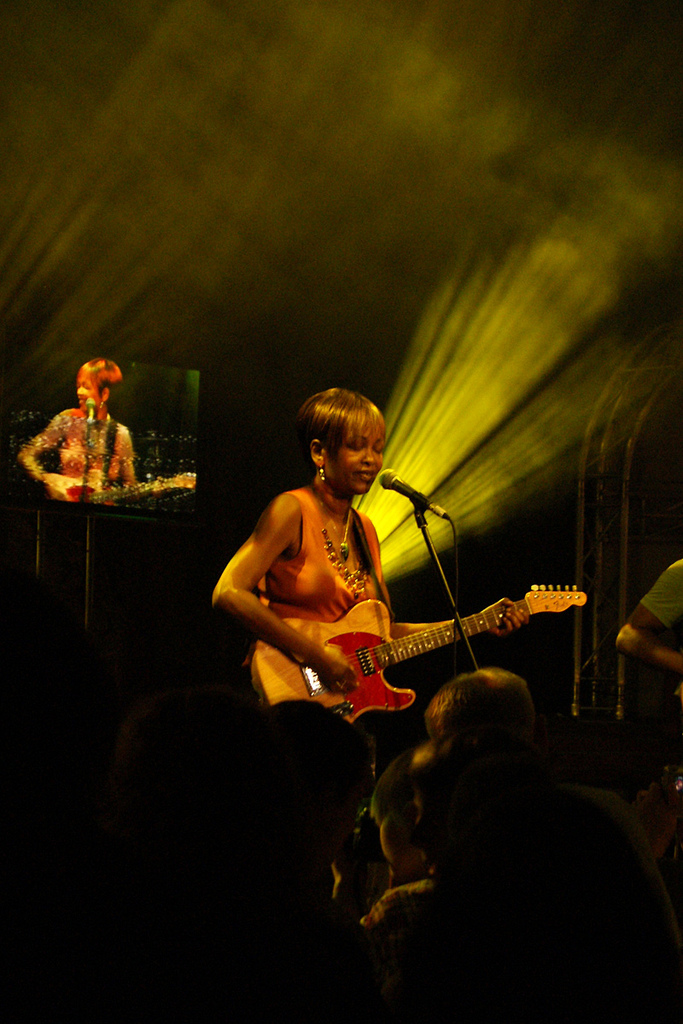
Deborah Coleman (4784389156)